# Vertrag von Turin (1860)
Der Vertrag von Turin (italienisch Trattato di Torino, französisch Traité de Turin) vom 24. März 1860 bestätigte die Übergabe der Grafschaft Nizza und des Gebiets von Savoyen an Frankreich.

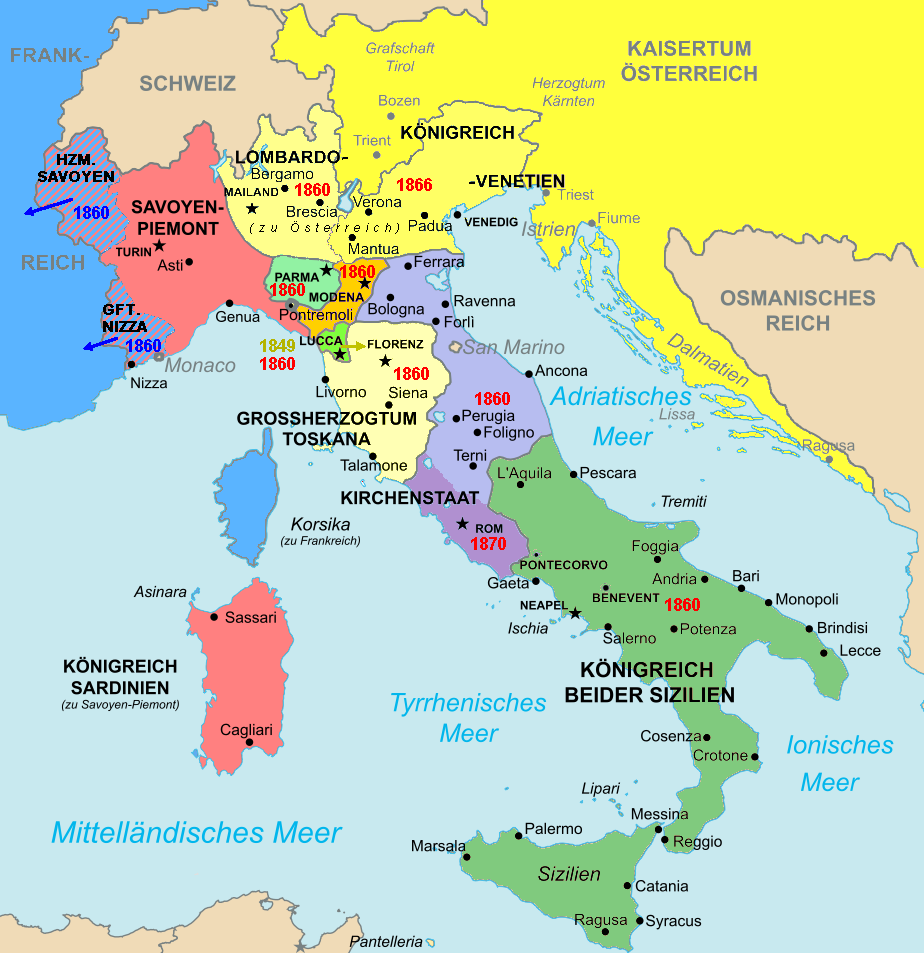
Italien im Jahr 1860

Nach den Vereinbarungen von Plombières im Juli 1858 versprach der Ministerpräsident des Königreichs Sardinien Camillo Benso von Cavour dem französischen Kaiser Napoleon III. die Abtretung von Savoyen und Nizza im Austausch für seine Unterstützung der italienischen Einigungspolitik. Der Vorschlag wurde dann durch den sardisch-französischen Bündnisvertrag vom Dezember 1858 offiziell. In diesem Vertrag wurde Sardinien die französische Hilfe und Frankreich die Übergabe von Savoyen und Nizza garantiert.
Nach dem gemeinsam gewonnenen Sardinischen Krieg wurde am 24. März 1860 mit der Zustimmung Sardiniens der Vertrag von Turin rechtskräftig und die Abtretung der alten Gebiete von Savoyen in einer Volksabstimmung bestätigt. Gleichzeitig begannen die sardinischen Truppen, sich aus Savoyen und Nizza zurückzuziehen.
Der Vertrag wurde am 30. März und 1. April veröffentlicht; Viktor Emanuel II. unterzeichnete eine Bekanntmachung an die Bewohner Nizzas und Savoyens.
Die Volksabstimmung fand am 15./16. April in der Grafschaft Nizza und am 22./23. April in Savoyen statt. Die offiziellen Zahlen zeigten in den französisch besiedelten Gebieten sehr hohe Prozentsätze zugunsten der Angliederung an Frankreich (99,8 % und 99,3 % der Wähler).
| Gebiet           | Datum         | Wahlberechtigte | abgegebene Stimmen | für den Anschluss an Frankreich | Stimmen für Eingliederung | Stimmen gegen Eingliederung | Stimmenthaltungen | Ungültig | Militär         |
| ---------------- | ------------- | --------------- | ------------------ | ------------------------------- | ------------------------- | --------------------------- | ----------------- | -------- | --------------- |
| Grafschaft Nizza | 15./16. April | 30.712          | 25.933             | 25.743                          | -                         | 160                         | 4.779             | 30       | -               |
| Savoyen          | 22./23. April | 135.449         | 130.839            | 130.523                         | 47.000                    | 235                         | ca. 600           | 71       | 6.033 von 6.350 |

## Französische Gegenleistung
Im am 10. November 1859 geschlossenen Frieden von Zürich hatte Österreich die Lombardei an Napoleon III. abgetreten, der diese nun an das Königreich Sardinien weiterreichte.
Wie vereinbart unterstützte Frankreich auch anschließend die Vereinigung Italiens durch das Königreich Sardinien zum Königreich Italien.